# Stefan Lewicki (nauczyciel)
Stefan Franciszek (de Rogala) Lewicki (ur. 8 stycznia 1891 w Radymnie, zm. 16 listopada 1979 w Krynicy-Zdroju) – polski nauczyciel.

## Życiorys
Stefan Franciszek Lewicki urodził się 8 stycznia 1891 w Radymnie. Jego przodkami byli Ignacy Adam Lewicki (kasztelan inflancki w latach 1769–1778, zm. 1788) i Marcjanna z rodu Tarnawieckich (zm. 1754), przybyli do Sanoka z Inflant (ich epitafium ufundowano w kościele Franciszkanów w Sanoku). Pochodził z rodziny wyznania greckokatolickiego, był synem Bronisława Włodzimierza de Rogala Lewickiego (w latach 90. adiunkt C. K. Sądu Powiatowego w Radymnie, do około 1901 radca i prezes C. K. Sądu Powiatowego w Wiśniowczyku, około 1901 radca w C. K. Sądzie Obwodowym w Sanoku, c.k. radca sądowy, prezes sądu, tajny radca dworu, zm. 13 grudnia 1901) i Olimpii z domu Zachariasiewicz herbu Abgar (pochodzenia ormiańskiego, zm. 1936). Jego rodzeństwem byli: Helena (wzgl. Halina, ur. 1889, żona Franciszka Löwy, zm. 27 lipca 1979), Edward, Eugeniusz Ignacy (ur. 1892 lub 1893), Maria (ur. 1894, żona Bolesława Drewińskiego, kancelistka, zm. 1982). Rodzina Lewickich zamieszkiwała w Wiśniowczyku, gdzie ojciec rodziny był sędzią, a następnie przeniosła się do Sanoka, gdzie Stefan Lewicki rozpoczął naukę szkolną od czwartej klasy. Na początku XX wieku zamieszkiwał z matką przy ulicy Adama Mickiewicza 364 lub 40.
Uczył się w C. K. Gimnazjum w Sanoku, gdzie w 1911 zdał egzamin dojrzałości (w jego klasie byli m.in. brat Eugeniusz, Stanisław Biega, Jan Polański, Józef Premik, Kazimierz Swoszowski, Paweł Wiktor, Edward Zegarski). W trakcie nauki, po śmierci ojca, pozostawał pod opieką profesora gimnazjum akademickiego we Lwowie, Izydora Gromnickiego. Ukończył studia filologiczne na Uniwersytecie Lwowskim. Podczas I wojny światowej został zmobilizowany do wojska. Jako absolwent studiów filozoficznych uchwałą Rady Miejskiej w Sanoku z 1919 został uznany przynależnym do gminy Sanok. 
16 marca 1920 jako kandydat nauczycielski został mianowany zastępcą nauczyciela w Państwowym Gimnazjum w Sanoku, gdzie uczył języka polskiego, języka łacińskiego, języka greckiego, historii, gimnastyki. Wśród sanockich gimnazjalistów zyskał przydomek „Fusio” (wzgl. „Fusiu”). Rozporządzeniem Kuratorium Okręgu Szkolnego Lwowskiego z 5 lipca 1931 otrzymał na rok szkolny 1931/1932 bezpłatny urlop celem pełnienia obowiązków kierownika Prywatnego Gimnazjum Żeńskiego im. Emilii Plater w Sanoku, następnie na rok szkolny 1932/1933, na rok szkolny 1933/1934, na rok szkolny 1934/1935, zaś dyrektorem tej szkoły był od 1 września 1931 do 31 sierpnia 1936. W szkole uczył języka łacińskiego.

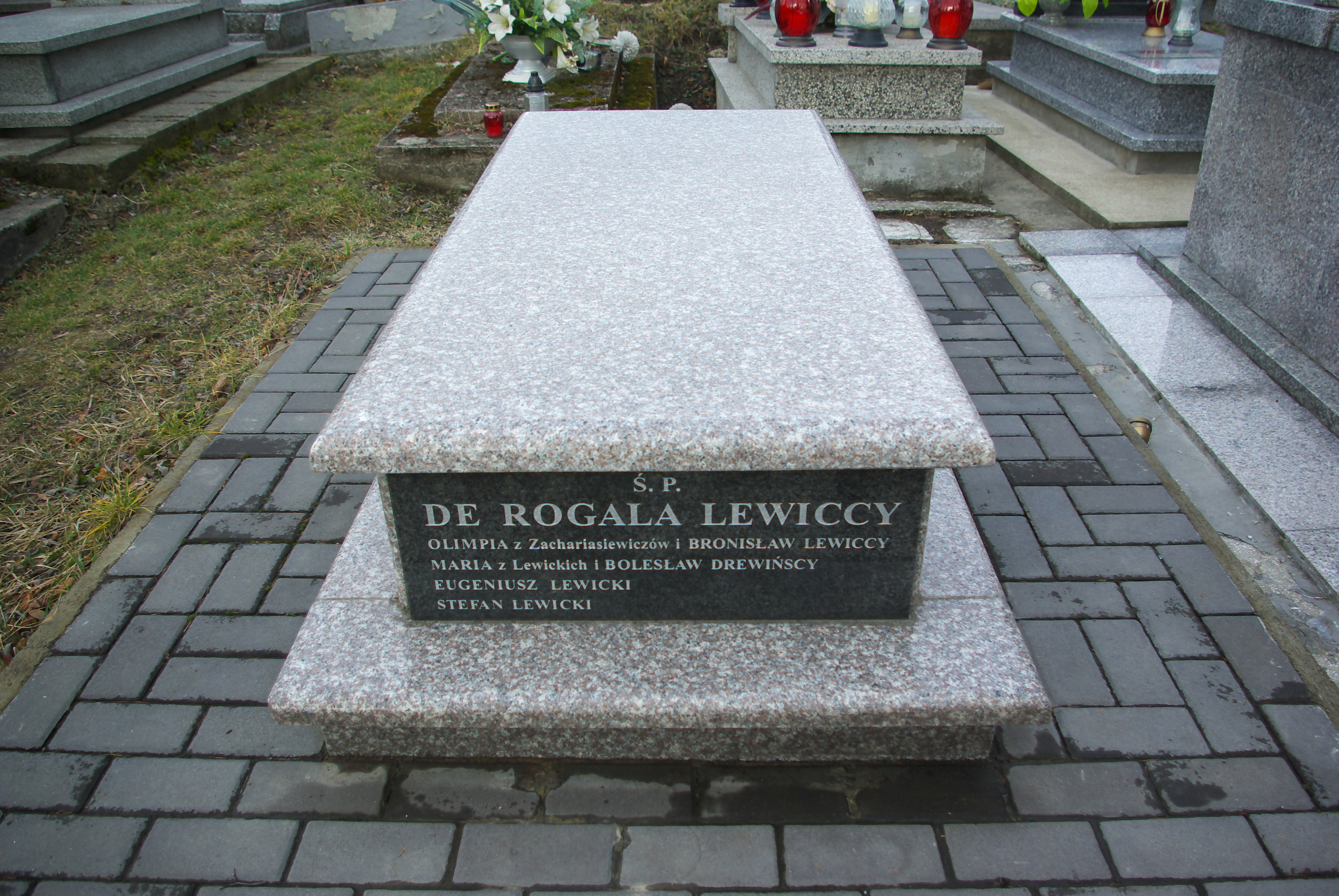
Nagrobek rodziny Lewickich w Sanoku

W 1929 był jednym z założycieli sanockiego koła Polskiego Towarzystwa Tatrzańskiego. Był członkiem wspierającym Katolicki Związek Młodzieży Rękodzielniczej i Przemysłowej w Sanoku. W okresie II RP założył w Sanoku Księgarnię Nauczycielską, działającą w kamienicy przy ul. Tadeusza Kościuszki, której był właścicielem w latach 30. po wykupieniu udziałów pozostałych wspólników (pracowali w niej także inni sanoccy nauczyciele: Władysław Kreowski i Antoni Rejnin). Po wybuchu II wojny światowej ewakuował się z Sanoka, po czym przebywał wraz z trójką dzieci w Drohobyczu, zaś po agresji ZSRR na Polskę z 17 września 1939 powrócił do Sanoka. Później, w trakcie okupacji niemieckiej nadal prowadził w mieście ww. księgarnię, zaś w jej pomieszczeniach podjęto działalność tajnego nauczania.
Tuż po zakończeniu wojny przebywał jeszcze w Sanoku. Był jednym z założycieli stowarzyszenia "Towarzystwo Domu Żołnierza Polskiego w Sanoku”, zarejestrowanego 12 marca 1946. W tym czasie z uwagi na zagrożenie dalszym prześladowaniem swojego syna Adama przez UB, wyjechał z Sanoka i zamieszkał w Krynicy-Zdroju. Tam został nauczycielem Liceum im. majora Henryka Sucharskiego, w którym uczył języka łacińskiego w latach 1946–1951, 1959–1964, 1971–1976 do 1979, oraz pełnił stanowisko dyrektora od 1949 do 1950. Poza tym uczył także języka greckiego i niemieckiego. W Krynicy zamieszkiwał przy ulicy Lipowej, później przemianowana na ul. B. Bieruta, obecna ulica Józefa Piłsudskiego, pod numerem 21.
Jego żoną w 1916 została Maria Helena z domu Drewińska (ur. 1892, zm. 1989, córka lekarza dr. Maurycego Drewińskiego i siostrzenica Teodozji Drewińskiej, której brat Bolesław Drewiński został mężem siostry Stefana Lewickiego, Marii), z którą miał dzieci: Zofię (zm. w 1916 mając 1 rok), Mariana (zm. w 1921 mając 1,5 roku), Ewę Barbarę (1921-1991, po mężu Szuber, matka poety Janusza Szubera), Krystynę Jadwigę (ur. 1924), Adama (ur. 1925).
Zmarł 16 listopada 1979 w Krynicy. Został pochowany w grobowcu rodzinnym na cmentarzu przy ul. Rymanowskiej w Sanoku 21 listopada 1979.
Janusz Szuber zawarł odniesienia do osoby swojego dziadka Stefana Lewickiego w poezji swojego autorstwa: w wierszu pt. Nero, opublikowanym w tomiku poezji pt. Wpis do ksiąg wieczystych z 2009, w wierszu "Nikifor", opublikowanym w tomiku poezji pt. Powiedzieć. Cokolwiek z 2011, w wierszu pt. Frajter pućka, opublikowanym w tomiku poezji pt. Tym razem wyraźnie z 2014.